# Šléglov
Šléglov (in tedesco Schlögelsdorf) è un comune della Repubblica Ceca facente parte del distretto di Šumperk, nella regione di Olomouc.